# Scaptomyza apicigutulla
Scaptomyza apicigutulla är en tvåvingeart som beskrevs av Hardy 1965. Scaptomyza apicigutulla ingår i släktet Scaptomyza och familjen daggflugor. Inga underarter finns listade i Catalogue of Life.